# Nneka Ogwumike
Nnemkadi "Nneka" Ogwumike (Tomball, Texas, 2 de julio de 1990) es una baloncestista profesional de los Estados Unidos.

## Trayectoria deportiva
Ogwumike estudió en Cy-Fair High School en Cypress, Texas. En 2008 fue nombrada MVP del torneo del estado luego de ayudar a llevar al equipo de Cy-Fair a obtener la corona 5A del estado, además fue nombrada WBCA (Women's Basketball Coaches Association) All-American y participó en el WBCA High School All-American Game, donde anotó 17 puntos y ganó el MVP del equipo blanco.
Al graduarse de Cy-Fair High School varias universidades mostraron interés en ella tales como: Baylor,  Duke,  Connecticut,  Tennessee,  Notre Dame y Stanford,  eligiendo a esta última.
En Stanford Ogwumike ayudó al equipo a llegar a 4 Final Four y fue tres veces finalista del Wade Trophy y del Wooden Award. Ogwumike se graduó de la Universidad de Stanford en 2012 con un major en psicología y quedó en la historia de Stanford como la segunda jugadora con más anotaciones (2,491 points) y la cuarta en alcanzar 2,000 puntos y 1,000 rebotes, además de contar con el récord de la jugadora con más rebotes en la historia de las Cardenales que logró el 23 de enero de 2010, con 23 rebotes en la victoria de Stanford 100-80 contra Oregon, donde además anotaría 30 puntos.
En el draft de la WNBA de 2012 fue elegida 1.ª de la primera ronda por Los Angeles Sparks y por sus buenos números durante la temporada fue elegida Rookie del Año 2012 de la WNBA.
De enero a mayo cuando la WNBA está inactiva, como muchas de sus compatriotas, Nneka Ogwumike va a jugar al extranjero, en la temporada 2012/2013 jugó para el equipo polaco de CCC Polkowice, donde consiguió ganar 1 campeonato de liga y 1 de copa, además de ayudar al equipo a clasificarse a la Final Eight de la Euroliga, quedando como líder de su equipo tanto en anotaciones (17.5) como en rebotes (7.8) y desde la temporada 2013/2014 se ha unido al equipo chino Guangdong Dolphins.
Nneka Ogwumike fue miembro del equipo nacional sub-18 de Estados Unidos que consiguió un récord de victorias 5-0 y ganó la medalla de oro en el campeonato sub-18 FIBA Américas en Argentina y la clasificación al campeonato mundial sub-19 en Tailandia, donde ayudaría al equipo a obtener también la medalla de oro.

## Vida personal
Nneka Ogwumike nació el 2 de julio de 1990, hija de Peter and Ify Ogwumike, posee ascendencia Nigeriana, tiene tres hermanas menores, Chiney, Chisom, y Ernima, su hermana Chiney también jugó baloncesto en Stanford, fue miembro de la selección sub-18 de Estados Unidos y al igual que Nneka fue elegida número 1 del Draft de la WNBA en 2014 por Connecticut Sun, convirtiéndose así en las únicas hermanas en ser elegidas número 1 en la historia de la WNBA.